# Acton Burn
Der Acton Burn ist ein 2,5 km langer Wasserlauf in Northumberland in England. Er entsteht westlich von Sinderhope aus dem Zusammenfluss einer Reihe von unbenannten Zuflüssen und fließt in nordöstlicher Richtung bis zu seiner Mündung linksseitig in den River East Allen nördlich von Sinderhope.